# Vodeane, Dobrovelîcikivka
Vodeane (în ucraineană Водяне) este un sat în comuna Lîpneajka din raionul Dobrovelîcikivka, regiunea Kirovohrad, Ucraina.

## Demografie
Componența lingvistică a localității Vodeane
     Ucraineană (90,8%)
     Rusă (6,9%)
     Română (2,3%)
Conform recensământului din 2001, majoritatea populației localității Vodeane era vorbitoare de ucraineană (90,8%), existând în minoritate și vorbitori de rusă (6,9%) și română (2,3%).